# St. Ottilia (Rott)

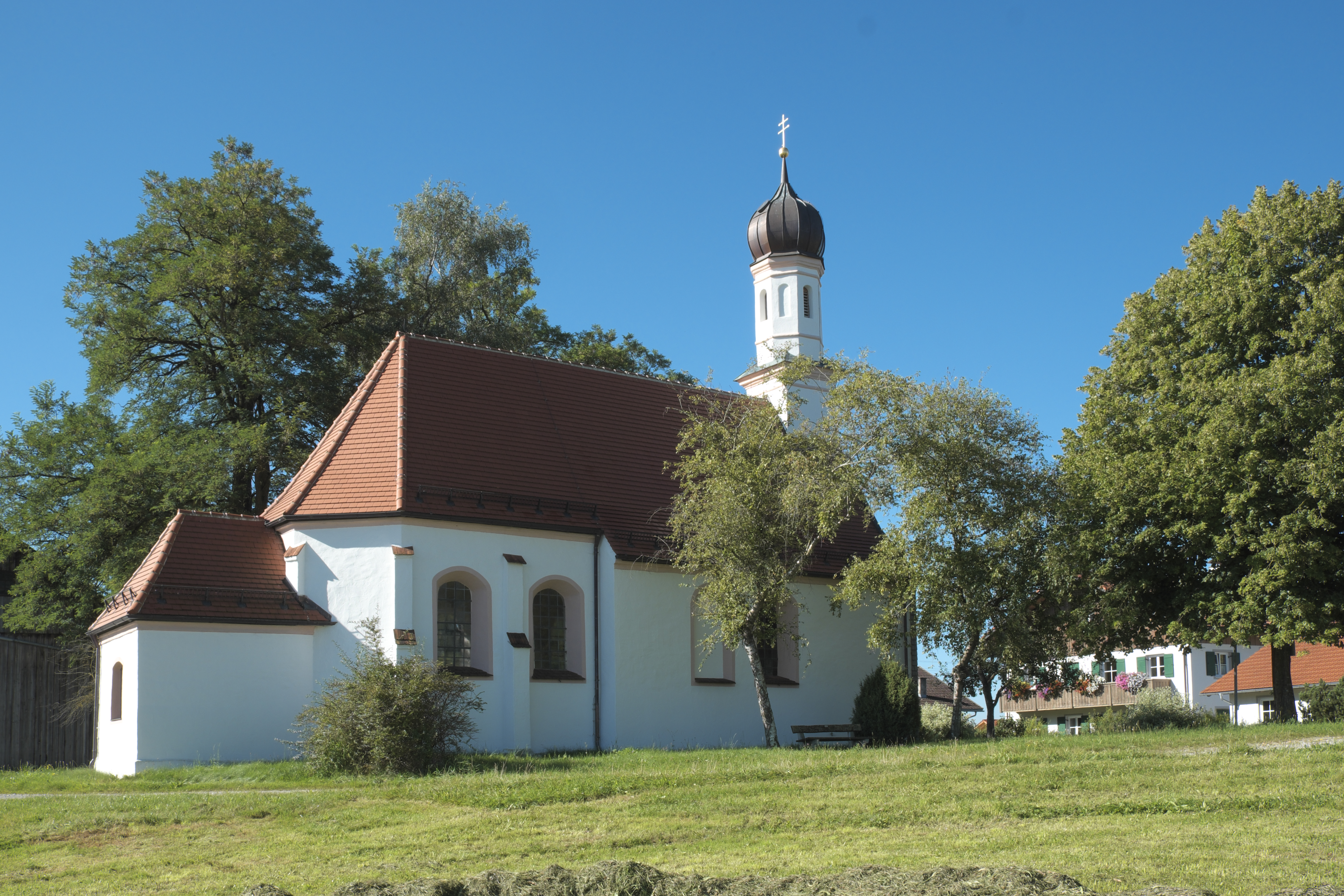
Kapelle St. Ottilia

Die katholische Kapelle St. Ottilia befindet sich in der Gemeinde Rott im oberbayerischen Landkreis Landsberg am Lech. Die der heiligen Ottilia geweihte Kapelle wurde 1483 errichtet und im 18. Jahrhundert im Stil des Rokoko umgestaltet. Die Stuckarbeiten stammen von Johann Michael Merk aus Rott, die Fresken von Matthäus Günther aus Tritschenkreut bei Peißenberg und Sebastian Jaud aus Wessobrunn.

## Geschichte
Bereits im Mittelalter soll an der Stelle der heutigen Kapelle ein hölzerner Vorgängerbau gestanden haben. Unter dem Wessobrunner Abt Paulus II. wurde die alte Kapelle abgebrochen und  eine neue steinerne Kapelle erbaut. Sie wird am 13. August 1483 kirchlich geweiht.
Im Laufe des 18. Jahrhunderts wird zunächst 1725 der Dachreiter und die Sakristei errichtet und 1775 unter dem Wessobrunner Abt Engelbert Goggl die Kapelle im Stil des Rokoko ausgestaltet. Im Chorbogen befindet sich das Wappen des Abts.
Zuletzt 2013 wurden die Kapelle und der baufällig gewordene Turm renoviert.

## Architektur
Der einschiffige Satteldachbau mit eingezogenem Polygonalchor stammt von 1483, der ursprünglich spätgotischen Baustil ist noch an den Strebepfeilern des Chorraums zu erkennen. 
Der Dachreiter mit barocker Zwiebelhaube und die Sakristei stammen aus dem Jahr 1725. Die Westfassade der Kapelle ist mit Holzschindeln verkleidet, die Kapelle war bis 1960 von einer Einfriedungsmauer umgeben.

## Ausstattung

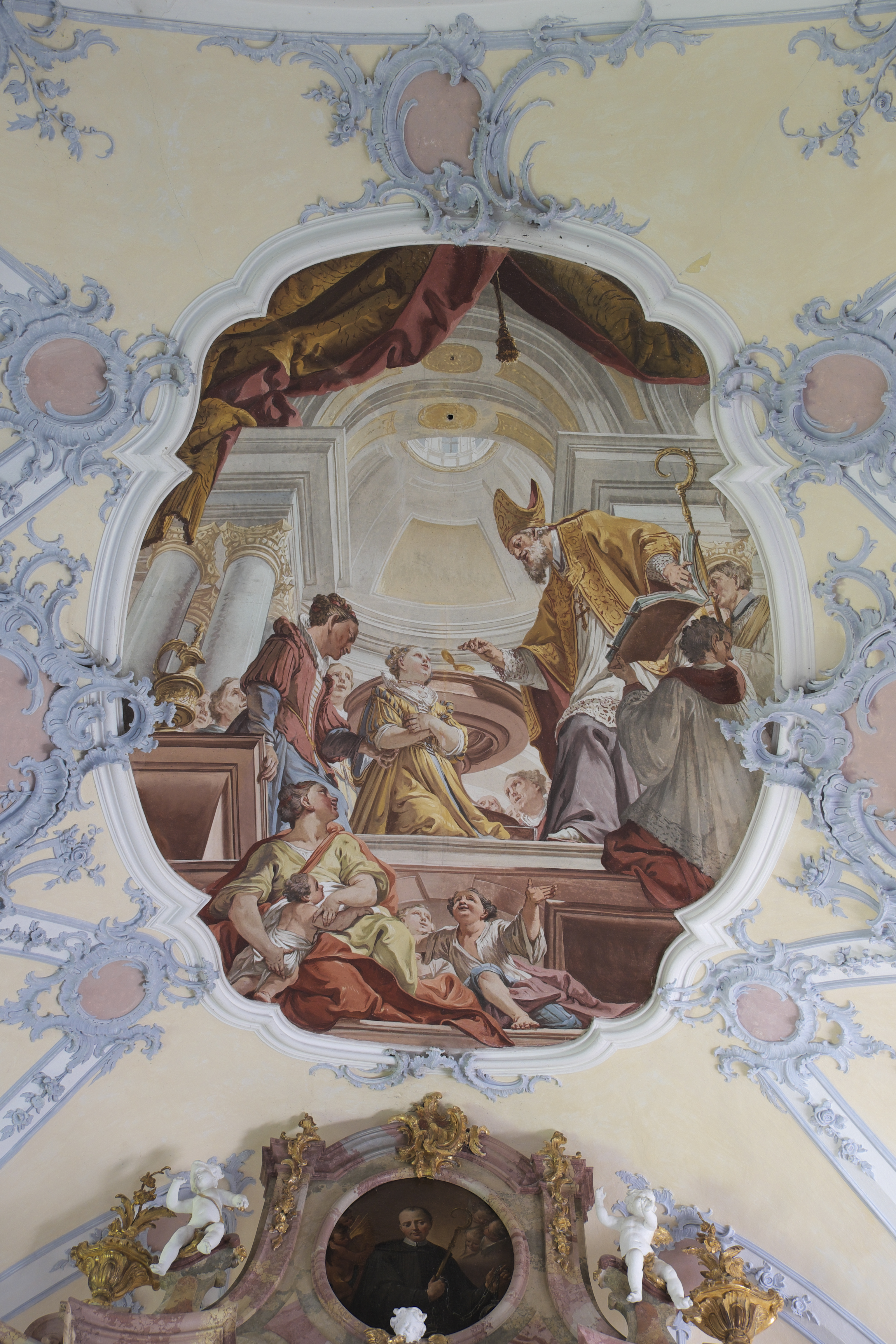
Deckenfresko Taufe (Chrisamsalbung) der hl. Ottilia von Matthäus Günther

Der Großteil der Innenausstattung der Kapelle lässt sich auf die Zeit um 1775 zurückführen.
Die malachitgrünen filigranen Stuckarbeiten stammen aus der Hand von Johann Michael Merk aus Rott. 
Das Fresko über dem Chor stammt wohl von Matthäus Günther aus Tritschenkreut bei Peißenberg und stellt die Taufe der zwölfjährigen Herzogstochter Ottilia durch Bischof Erhard von Regensburg dar, bei der laut Legende das blindgeborene Mädchen sehend wurde. Das Langhausfresko ist ein Spätwerk des Wessobrunners Sebastian Jaud von 1823 und bildet die Heilung des Blindgeborenen durch Christus ab. 
Zentral im Hochaltar befindet sich eine spätgotische bemalte Statue der sitzenden Kirchenpatronin mit ihren Insignien, einem aufgeschlagenen Buch mit zwei darauf liegenden Augen. Im Auszug des Altars befindet sich ein Bildnis des Hl. Leonhard, an den Seiten zwei große Figuren von Xaver Schmädl aus Weilheim, der Hl. Simon und der Hl. Philippus. Ebenfalls sind zwischen den Kerzenleuchtern der Hl. Sebastian und der Hl. Florian dargestellt.
An den Hohlkehlen der Decke befinden sich symbolhafte Darstellungen der vier Kardinaltugenden Klugheit, Gerechtigkeit, Mäßigung und Starkmut.